# サンティアゴ島

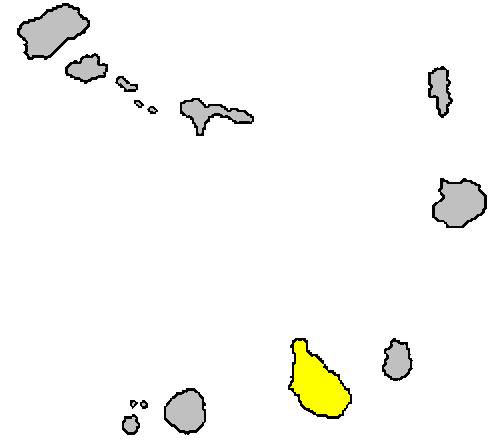
カーボベルデにおけるサンティアゴ島の位置。

サンティアゴ島（サンティアゴとう、ポルトガル語：Ilha de Santiago）は、アフリカ大陸のすぐ西の大西洋上に位置している、ソタヴェント諸島を構成する島の1つである。この島はカーボベルデにおける最大の島で、同国の総人口の約半数が暮らす。島の南東には、1975年以降のカーボベルデの首都であるプライアが位置する。

## 概要

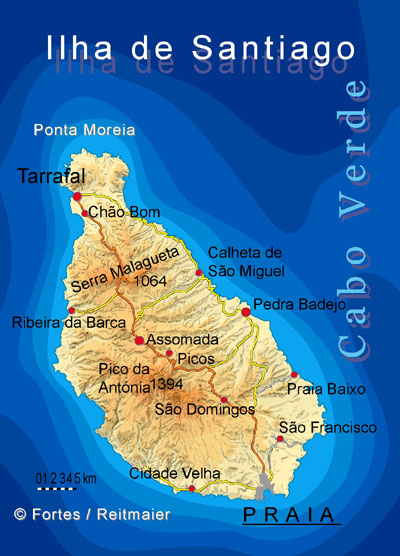
サンティアゴ島の全島地図。

サンティアゴ島は、マイオ島とフォゴ島に挟まれた、ソタヴェント諸島（風下諸島）の1つである。カーボベルデで定住が行われた最初の島で、1462年にリベイラ・グランデの町（現在のシダーデ・ヴェーリャ）が建設された。島の産業は農業が中心である。

## 地理
サンティアゴ島はカーボベルデ最大の島である。島は山がちで、アントニア山やマラゲタ山のように、山頂の標高が1,000メートルを超える山も見られる。島の南東部がわずかに平坦である。内陸部と東海岸の湿気のある気候と、南西岸から南岸の乾燥した気候が対照的である。首都で国最大の都市プライアは南東岸にある。島内の他の都市として、南岸のシダーデ・ヴェーリャ、島の中央に位置するかつての首都アソマダ、北部のタラファルなどがある。
東部にはポイランダムの貯水池と海岸のラグーンを含むペドラ・バデジョ湖沼群があり、ムラサキサギ、ケープベルデアシナガヨシキリ、セイタカシギ、シロチドリなどの渡り鳥または固有種の鳥類が生息しており、海岸はアカウミガメの営巣地でもある。沿海部ではハマビシ科ジゴフィルム属の植生が見られるが、内陸部では外来種のメスキートのProsopis julifloraが優占種となっている。2005年にラムサール条約登録地となった。

### 自治体
| 基礎自治体                           | 行政府所在地                 | 都市・居住地                                                                             | 人口 (2010年) | 面積 (km2) | 人口密度 (人/km2) | 教区                     |
| ------------------------------------ | ---------------------------- | ---------------------------------------------------------------------------------------- | ------------- | ---------- | ----------------- | ------------------------ |
| プライア(Praia Municipality)         | プライア市(Praia、首都)      | プライア市サン・フランシスコ地区                                                         | 131,719       | 94         | 1,401             | Nossa Senhora da Graça   |
| サン・ドミンゴス                     | サン・ドミンゴス市           | プライア・バイショ村                                                                     | 13,808        | 138        | 100               | Nossa Senhora da Luz     |
| サン・ドミンゴス                     | サン・ドミンゴス市           | アグア・デ・ガト バナナ ルイ・ヴァス                                                     | 13,808        | 138        | 100               | São Nicolau Tolentino    |
| サンタ・カタリーナ                   | アソマダ市                   | リベイラ・ダ・バルカ町 ボア・エントラーダ フィゲイラ・ダス・ナウス リンカン              | 43,297        | 213        | 203               | Santa Catarina           |
| サン・サルバドル・ド・ムンド         | ピコス市                     |                                                                                          | 8,677         | 30         | 289               | São Salvador do Mundo    |
| サンタ・クルス                       | ペドラ・バデジョ市           | アチャダ・ファゼンダ                                                                     | 26,617        | 110        | 241               | Santiago Maior           |
| サン・ロレンソ・ドス・オルガン       | ジョアン・テベス市           | サン・ジョルジェ・ドス・オルガンス                                                       | 7,388         | 39         | 189               | São Lourenço dos Órgãos  |
| リビエラ・グランデ・デ・サンティアゴ | シダーデ・ヴェーリャ市       | ジョアン・ヴァレイア                                                                     | 8,325         | 164        | 50                | Santíssimo Nome de Jesus |
| リビエラ・グランデ・デ・サンティアゴ | シダーデ・ヴェーリャ市       | ポルト・ゴウヴェイア ポルト・モスキート サンタナ                                         | 8,325         | 164        | 50                | São João Baptista        |
| サン・ミゲル                         | カリェタ・デ・サン・ミゲル市 | アチャダ・モンテ町 プリンシパル                                                          | 15,648        | 91         | 171               | São Miguel Arcanjo       |
| タラファル                           | タラファル市                 | アチャダ・テンダ町 リベイラ・ダ・プラタ町 チャン・ボン ファゼンダ トラス・オス・モンテス | 18,565        | 112        | 165               | Santo Amaro Abade        |

## 歴史

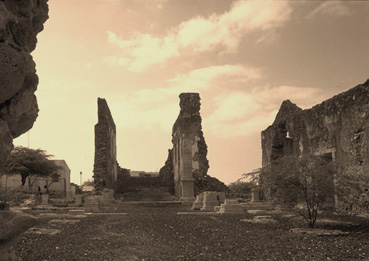
シダーデ・ヴェーリャ

島は、1460年頃アントーニオ・ダ・ノリによって発見され、彼はシダーデ・ヴェーリャの地に駐屯地を築いてリベイラ・グランデと名付けた。大陸横断奴隷貿易が、シダーデ・ヴェーリャをポルトガル植民地第2の豊かな都市にした。ポルトガル本国は、イギリス、オランダ、フランス、スペインが奴隷貿易を引き継いだことからカーボベルデの植民地を守ることができず、後に島は海賊に荒らされるようになった。1712年、海賊に攻撃されたシダーデ・ヴェーリャはもはや首都の役割を果たせず、プライア平野へ首都が移された。ポルトガルの植民地組織によって島の人口は不利益を受け、住民たちはアミルカル・カブラルとギニア・カーボベルデ独立アフリカ党を支持し、1975年に独立を果たした。サンティアゴ島はクレオール文化における会議の主催国を数回務めている。
1831年末、博物学者としてチャールズ・ダーウィンが乗ったイギリス海軍のビーグル号が、1832年1月16日に本島のポルト・プラヤ港に停泊した。

## 人口
サンティアゴ島にはおよそ29万人の人々が生活している。人口密度は297/km2で、カーボベルデの島々で最も高くなっている。
| 年     | 人口    |
| ------ | ------- |
| 1940年 | 77,382  |
| 1950年 | 59,397  |
| 1960年 | 88,587  |
| 1970年 | 128,782 |
| 1980年 | 145,957 |
| 1990年 | 175,691 |
| 2000年 | 236,352 |
| 2010年 | 273,919 |
| 2015年 | 294,135 |

## 経済
主幹産業は、農業、観光、漁業で、工業はわずかである。サトウキビ、トウモロコシ、バナナ、コーヒー、マンゴーなどが栽培されている。独立以後、学校、港湾、空港、道路といったインフラストラクチャーが改善された。

## 交通
島の空港としてはネルソン・マンデラ国際空港がある。